# Етиопски народни револуционарни демократски фронт
Етиопски народни револуционарни демократски фронт (ЕНРДФ) (амхарски: የኢትዮጵያ ሕዝቦች አብዮታዊ ዲሞክራሲያዊ ግንባር) је владајућа страначка коалиција у Етиопији.
Чланови коалиције су:
- Оромска народна демократска организација
- Амхарски национални демократски покрет
- Јужноетиопски народни демократски фронт
- Народноослободилачки фронт Тигре

ЕНРДФ је од 1989. године био савез већине етиопских герилских организација које су се бориле против владе социјалистичке Етиопије. Током све већег слабљења и распада Менгистуовог режима, ЕНРДФ је почео да прима подршку од САД-а. Иако се идеологија ЕНРДФ-а у почетку темељила на марксизму, она је напуштена услед распада Источног блока почетком 1990-их. Након пада социјалистичке Етиопије у мају 1991. године, формирана је привремена влада, након чега је се ЕНДФР трансформисао у савремену политичку партију.
Од парламентарних избора одржаних 23. маја 2010. године, ЕНДРФ држи 499 од 547 посланичких места у Доњем дому етиопског парламента.
Ова страначка коалиција укупно садржи четири милиона чланова. Владајући органи партије су Централни комитет и Политбиро. Чланови Централног комитета и Политбироа бирају се на партијским конгресима који се одржавају сваке треће године.
ЕНРДФ одржава добре односе са странкама које имају већу подршку у осталим етиопским регионима, као што су Афарска народна демократска организација у региону Афар, Сомалска народна демократска партија у региону Сомали, Харарска национална лига у региону Харари и остале.